# Juan Bernardo Zubiri
Juan Bernardo Zubiri y Espinal (Vizcarret, 21 de julio de 1792 — ibíd., 14 de septiembre de 1866) fue un militar español. 

## Biografía
Siendo joven siguió una carrera literaria, que abandonó en 1809 para combatir como voluntario contra los franceses en la Guerra de la Independencia Española.

### Guerra Realista
En 1822 formó al lado de los ejércitos realistas, y con el comandante Sarasa reunió 200 mozos navarros levantados en armas, cuyo mando asumió, desarmando a los milicianos naturales de Valcarlos, a los que tomó 40 fusiles, que sirvieron para armar a los suyos. Con el grado de capitán tomó parte en diversas acciones, y sus contrarios, los constitucionales, saquearon tres veces su casa y la incendiaron, prendiendo también su familia.
Estuvo en los encuentros de Izal, Leoz, Espinar, Navascués, el Roncal, Carvas y Nazar. Asistió a las acciones de Morentín, Estella y a la sorpresa de Alburrea. Derrotó a las fuerzas liberales en Larrasaña, y en la acción de Tamarite, con sólo 50 infantes, atacó y derrotó a 600 hombres, a los que tomó dos cañones e hizo muchos prisioneros. Terminada la campaña realista fue destinado al regimiento de línea número 3, y en 1826 pidió el retiro, estableciéndose en Vizcarret, su pueblo natal. En 1830 se puso a las órdenes del comandante Eraso, con el que asistió el 18 de octubre a la acción de Valcarlos.

### Primera Guerra Carlista
Muerto Fernando VII, se presentó Zubiri, en 1833, a Zumalacárregui, quien le confió el mando del 4.º batallón de Navarra, con el empleo de comandante. Tomó parte en las acciones de Estella, Vitoria, Elzaburu y Lumbier. El 1 de mayo ascendió a coronel y fue ayudante de campo del general Zumalacárregui, asistiendo a las acciones de Muez y del Hecho. También peleó bizarramente en Lazcano, Elizondo y el Carrascal, Navardún, Induráin, Puente la Reina y Mendigorría. A las órdenes del general González Moreno estuvo en Lerma, Los Arcos, Arrigorriaga y Medina de Pomar.
En 1835 fue nombrado ayudante del conde de Casa Eguía, distinguiéndose en los combates de Guevara, Vitoria, Estella, Irache y Alio, mereciendo otro ascenso por su heroísmo en los combates de Arlabán, Guetaria y toma de Balmaseda. En la toma de Plencia fue herido, por lo que se le otorgó el entorchado de brigadier. El 10 de abril de 1836 le confirieron el mando de la primera brigada de reserva de la división de Navarra, hallándose en las acciones de Tirapegui, Espinal, Burguete, Oteiza, Lizoáin, Burceña, Azua y Erandio.
En mayo de 1836, su batallón junto al del brigadier Ripalda, cogieron por sorpresa a los liberales aezcoanos, recién retirados de la línea de defensa llamada de Zubiri, y atacó Arive, donde fue rechazado en el puente, y Garralda, quemando parcialmente Arive y totalmente el pueblo de Garralda.[cita requerida]
El 24 de diciembre combatió en Luchana, en donde el ejército carlista cedió ante el ataque de Espartero y durante el año 1837 asistió a las acciones de Santa Marina, Galdácano, Urgoiti y Zornoza.
A las órdenes del infante Sebastián Gabriel cubrió la línea de San Sebastián y combatió en Oyarzun, Musquiz, Ochovi, Vizcarret, el Perdón y Echavarri. A las del general Guergué, bloqueó el fuerte de Íñigo en 1837, mandando después las acciones de Ariá, Aribe y Sarayoa. Después de tomar parte, el 7 de enero de 1838, en la sorpresa de Venta Artea, sobrevino el Convenio de Vergara, que Zubiri no aceptó, emigrando a Francia. Regresó a España en 1849, fijando su residencia en Navarra.